# Огюстен Пірам Декандоль
Огюсте́н Піра́м Декандо́ль (фр. Augustin Pyramus (Pyrame) de Candolle; 4 лютого 1778, Женева — 9 вересня 1841, Женева) — швейцарський ботанік. Батько Альфонса Декандоля.

## Наукова діяльність
Учень Жоржа Кюв'є і Жана Ламарка (співавтор повністю переробленого третього видання «Флори Франції», 1803–1815). Професор університетів у Парижі (з 1802), Монпельє (з 1808), Женеві (з 1816), де заснував ботанічний сад і «Гербарій Декандоля». Розробив одну з перших природних систем рослин і почав видавати огляд всіх відомих видів покритонасінних — «Введення в природну систему царства рослин» (т. 1-7, 1824 — 1839; завершено його сином Альфонсом Декандолєм). Основоположник порівняльної морфології рослин, ввів поняття плану симетрії, розрізняв подібність органів за їх функціями (аналогія) і за планом будови (гомологія), поширив на рослини закон кореляції.